# 位牌分
位牌分（いはいわけ）は、日本の長野県での先祖供養の風習の一つで、故人の位牌を近親者分用意してそれぞれ分霊して供養すること。

## 概要
位牌分する時は、葬儀前に、人数分の位牌を葬儀社等に頼んで用意し、菩提寺に持参して書いてもらうことが多い。位牌分の時には喪主から、各人に供物料やそれに代わる品をつけることもある。なお、位牌分を行わない地域や宗派もある
長野県佐久市臼田周辺では、祭壇前で兄弟一同食べ切りの一膳の飯を頂き、位牌や供物をサラシに包んで抱いて、年長者から出て、橋を渡るまで振り返らないという習わしもある。橋がない時は、適当な場所に板を二枚渡してその仮橋を渡ることもある。